# Bejaria steyermarkii
Bejaria steyermarkii är en ljungväxtart som beskrevs av A. C. Smith. Bejaria steyermarkii ingår i släktet Bejaria och familjen ljungväxter. Inga underarter finns listade i Catalogue of Life.